# Maxim Fadeev
 (octobre 2024).
Si vous disposez d'ouvrages ou d'articles de référence ou si vous connaissez des sites web de qualité traitant du thème abordé ici, merci de compléter l'article en donnant les références utiles à sa vérifiabilité et en les liant à la section « Notes et références ».
 (juillet 2024).
- Si vous ne connaissez pas le sujet, laissez ce bandeau (vous pouvez alors contacter les auteurs).
- Si vous supprimez le contenu mis en cause (vous pouvez préalablement contacter les auteurs),

argumentez précisément cette suppression dans la page de discussion
(un manque de référence n'est pas un argument ; une recherche réelle de référence doit avoir été effectuée, être formellement documentée).
Maxim Fadeev (en russe : Максим Александрович Фадеев), né le 6 mai 1968 à Kourgan, est un chanteur et producteur russe.

## Biographie
Il forme le groupe Serebro en 2006.
Il crée sa maison de production Monolith Records avec laquelle il produit les chanteuses Olga Seryabkina, Glukoza.
Il produit les éditions 2 et 5 de l'émission Fabrika Zvezd
Il fait partie des jurés de Golos Deti (la version russe de The Voice Kids) lors des saisons 1 et 2.
Il produit le film d'animation L'Incroyable Destin de Savva sorti en 2016 dont il compose la musique.
Maxim Fadeev compose les chansons de la Russie à l'Eurovision en 2004 et 2007, et est membre du jury des sélections en Russie en 2005, 2008 et 2010.
À la suite de l'exclusion de la Russie de l'Eurovision en 2022 consécutif à la invasion russe de l'Ukraine, Maxim Fadeev annonce le lancement d'un nouveau concours musical, Evroazija (Eurasie).

## Discographie
- Танцуй На Битом Стекле (Danse sur le verre brisé) (1991)
- Ножницы (Ciseaux) (1997)
- Нега (1999)
- Musique originale du film The Red One: Triumph (2000)
- Oil Plant
- Musique originale du film L'Incroyable Destin de Savva (2016)